# Eleições estaduais de Bremen em 1955
As eleições estaduais de Bremen em 1955 foram realizadas a 9 de Outubro e, serviram para eleger os 100 deputados para o parlamento estadual.
O Partido Social-Democrata da Alemanha, mais uma vez, foi o partido vencedor, reforçando a sua votação, ao conquistar 47,8% dos votos e, mais importante, conquistando a maioria parlamentar, ao eleger 52 deputados.
A União Democrata-Cristã, depois dos 9% de 1951, reforçou a sua votação, tornando-se no segundo partido do estado, ao obter 18% e 18 deputados.
Por fim, o Partido Alemão manteve-se com um grande eleitorado, ao obter 16% dos votos, enquanto, o Partido Democrático Liberal caiu para os 8,6% dos votos.
Após as eleições, os social-democratas mantiveram-se no poder e, apesar da maioria parlamentar, mantiveram-se coligados no governo com os democratas-cristãos e os liberais.

## Resultados Oficiais
| Partido      | Partido                               | Votos   | %     | +/-   | Deputados | +/-   |
| ------------ | ------------------------------------- | ------- | ----- | ----- | --------- | ----- |
|              | Partido Social-Democrata              | 174 127 | 47,8  | 8,7   | 52 / 100  | 9     |
|              | União Democrata-Cristã                | 65 749  | 18,0  | 9,0   | 18 / 100  | 9     |
|              | Partido Alemão                        | 60 557  | 16,6  | 1,9   | 18 / 100  | 2     |
|              | Partido Democrático Liberal           | 31 486  | 8,6   | 3,2   | 8 / 100   | 4     |
|              | Partido Comunista da Alemanha         | 18 229  | 5,0   | 1,4   | 4 / 100   | 2     |
|              | Bloco dos Refugiados e Expatriados    | 10 570  | 2,9   | 2,7   | 0 / 100   | 2     |
|              | Partido pela Unidade, Paz e Liberdade | 3 988   | 1,1   | Novo  | 0 / 100   | Novo  |
| Total        | Total                                 | 364 706 | 100   |       | 100 / 100 |       |
| Participação | Participação                          |         | 84,0  | 0,7   |           |       |
| Fonte        | Fonte                                 | [ 1 ]   | [ 1 ] | [ 1 ] | [ 1 ]     | [ 1 ] |